# UEFA Champions League gruppespil 2014-15
UEFA Champions League gruppespil 2014-15 er en detaljeret gennemgang af gruppespillet i UEFA Champions League 2014-15.

## Hold
Herunder er de 32 der kvalificerede sig til gruppespillet (med deres UEFA klub koefficienter fra 2014), grupperet efter deres seedningslag. Det inkluderer 22 hold der kom med i denne fase, samt de ti vindere af play-off round (fem fra mestervejen, fem fra ligavejen).
| Nøgle til farver                                      |
| ----------------------------------------------------- |
| Gruppevindere og nummer to avancerede til slutspillet |
| Tredjepladsen avancerede til Europa League slutspil   |

| Hold            | Coeff   |
| --------------- | ------- |
| Real Madrid[TH] | 161.542 |
| Barcelona       | 157.542 |
| Bayern München  | 154.328 |
| Chelsea         | 140.949 |
| Benfica         | 129.459 |
| Atlético Madrid | 119.542 |
| Arsenal[LR]     | 112.949 |
| Porto[LR]       | 105.459 |

| Hold                       | Coeff  |
| -------------------------- | ------ |
| Schalke 04                 | 95.328 |
| Borussia Dortmund          | 82.328 |
| Juventus                   | 80.387 |
| Paris Saint-Germain        | 80.300 |
| Shakhtar Donetsk           | 78.193 |
| Basel                      | 75.645 |
| Zenit Sankt Petersborg[LR] | 73.899 |
| Manchester City            | 72.949 |

| Hold                 | Coeff  |
| -------------------- | ------ |
| Bayer Leverkusen[LR] | 70.328 |
| Olympiakos           | 67.720 |
| CSKA Moskva          | 66.899 |
| Ajax                 | 61.862 |
| Liverpool            | 58.949 |
| Sporting CP          | 58.459 |
| Galatasaray          | 55.340 |
| Athletic Bilbao[LR]  | 54.542 |

| Hold                   | Coeff  |
| ---------------------- | ------ |
| Anderlecht             | 50.260 |
| Roma                   | 39.887 |
| APOEL[CR]              | 37.650 |
| BATE Borisov[CR]       | 33.725 |
| Ludogorets Razgrad[CR] | 18.125 |
| Maribor[CR]            | 16.200 |
| Monaco                 | 11.300 |
| Malmö FF[CR]           | 6.265  |

Noter
1. TH Forsvarende vindere, automatisk placeret i toppen af seedningslagene.
2. CR Vindere af play-off round (Mestervejen).
3. LR Vindere af play-off round (Ligavejen).

## Grupper
Kampene blev spillet den 16.–17. september, 30. september–1. oktober, 21.–22. oktober, 4.–5. november, 25.–26. november, og 9.–10. december 2014. Kickofftiderne var 20:45 CEST/CET, undtagen i Rusland og en enkelt kamp i Hviderusland, der blev spillet klokken 18:00 18:00 CEST/CET. Tiderne frem til 25. oktober 2014 (kampdage 1–3) var CEST (UTC+2), derefter (kampdage 4–6) var tiderne CET (UTC+1).

### Gruppe A
| Hold            | K | V | U | T | Mf | Mi | +/- | P  |
| --------------- | - | - | - | - | -- | -- | --- | -- |
| Atlético Madrid | 6 | 4 | 1 | 1 | 14 | 3  | +11 | 13 |
| Juventus        | 6 | 3 | 1 | 2 | 7  | 4  | +3  | 10 |
| Olympiakos      | 6 | 3 | 0 | 3 | 10 | 13 | −3  | 9  |
| Malmö FF        | 6 | 1 | 0 | 5 | 4  | 15 | −11 | 3  |

| 16. september 2014 20:45 |

| Olympiakos                                | 3–2     | Atlético Madrid                 |
| ----------------------------------------- | ------- | ------------------------------- |
| Masuaku 13' · Afellay 31' · Mitroglou 73' | Rapport | Mandžukić 38' · Griezmann 86' · |

| Karaiskakis Stadium. Piraeus Tilskuere: 31.946 Dommer: Pedro Proença (Portugal) |

| 16. september 2014 20:45 |

| Juventus       | 2–0     | Malmö FF |
| -------------- | ------- | -------- |
| Tevez 59', 90' | Rapport |          |

| Juventus Stadium. Turin Tilskuere: 31.218 Dommer: Szymon Marciniak (Polen) |

| 1. oktober 2014 20:45 |

| Malmö FF           | 2–0     | Olympiakos |
| ------------------ | ------- | ---------- |
| Rosenberg 42', 82' | Rapport |            |

| Swedbank Stadion. Malmö Tilskuere: 20.500 Dommer: Sergei Karasev (Rusland) |

| 1. oktober 2014 20:45 |

| Atlético Madrid | 1–0     | Juventus |
| --------------- | ------- | -------- |
| Turan 75'       | Rapport |          |

| Vicente Calderón. Madrid Tilskuere: 44.322 Dommer: Felix Brych (Tyskland) |

| 22. oktober 2014 20:45 |

| Atlético Madrid                                                    | 5–0     | Malmö FF |
| ------------------------------------------------------------------ | ------- | -------- |
| Koke 48' · Mandžukić 61' · Griezmann 63' · Godín 87' · Cerci 90+3' | Rapport |          |

| Vicente Calderón. Madrid Tilskuere: 34.502 Dommer: Matej Jug (Slovenien) |

| 22. oktober 2014 20:45 |

| Olympiakos | 1–0     | Juventus |
| ---------- | ------- | -------- |
| Kasami 36' | Rapport |          |

| Karaiskakis Stadium. Piraeus Tilskuere: 31.411 Dommer: Milorad Mažić (Serbien) |

| 4. november 2014 20:45 |

| Malmö FF | 0–2     | Atlético Madrid              |
| -------- | ------- | ---------------------------- |
|          | Rapport | Koke 30' · Raúl García 78' · |

| Swedbank Stadion. Malmö Tilskuere: 20.500 Dommer: Mark Clattenburg (England) |

| 4. november 2014 20:45 |

| Juventus                                  | 3–2     | Olympiakos                |
| ----------------------------------------- | ------- | ------------------------- |
| Pirlo 21' · Roberto 65' (sm.) · Pogba 66' | Rapport | Botía 24' · N'Dinga 61' · |

| Juventus Stadium. Turin Tilskuere: 39.091 Dommer: Martin Atkinson (England) |

| 26. november 2014 20:45 |

| Atlético Madrid                          | 4–0     | Olympiakos |
| ---------------------------------------- | ------- | ---------- |
| Raúl García 9' · Mandžukić 38', 62', 65' | Rapport |            |

| Vicente Calderón. Madrid Tilskuere: 40.121 Dommer: Wolfgang Stark (Tyskland) |

| 26. november 2014 20:45 |

| Malmö FF | 0–2     | Juventus                   |
| -------- | ------- | -------------------------- |
|          | Rapport | Llorente 49' · Tevez 88' · |

| Swedbank Stadion. Malmö Tilskuere: 20.500 Dommer: Pedro Proença (Portugal) |

| 9. december 2014 20:45 |

| Olympiakos                                               | 4–2     | Malmö FF                    |
| -------------------------------------------------------- | ------- | --------------------------- |
| Fuster 22' · Domínguez 63' · Mitroglou 87' · Afellay 90' | Rapport | Kroon 59' · Rosenberg 81' · |

| Karaiskakis Stadium. Piraeus Tilskuere: 27.562 Dommer: Stéphane Lannoy (Frankrig) |

| 9. december 2014 20:45 |

| Juventus | 0–0     | Atlético Madrid |
| -------- | ------- | --------------- |
|          | Rapport |                 |

| Juventus Stadium. Turin Tilskuere: 39.219 Dommer: William Collum (Skotland) |

### Gruppe B
| Hold                   | K | V | U | T | Mf | Mi | +/- | P  |
| ---------------------- | - | - | - | - | -- | -- | --- | -- |
| Real Madrid            | 6 | 6 | 0 | 0 | 16 | 2  | +14 | 18 |
| FC Basel               | 6 | 2 | 1 | 3 | 7  | 8  | −1  | 7  |
| Liverpool FC           | 6 | 1 | 2 | 3 | 5  | 9  | −4  | 5  |
| PFC Ludogorets Razgrad | 6 | 1 | 1 | 4 | 5  | 14 | −9  | 4  |

| 16. september 2014 20:45 |

| Liverpool                            | 2–1     | Ludogorets Razgrad |
| ------------------------------------ | ------- | ------------------ |
| Balotelli 82' · Gerrard 90+3' (str.) | Rapport | Abalo 90+1' ·      |

| Anfield. Liverpool Tilskuere: 43.307 Dommer: Matej Jug (Slovenien) |

| 16. september 2014 20:45 |

| Real Madrid                                                            | 5–1     | Basel          |
| ---------------------------------------------------------------------- | ------- | -------------- |
| Suchý 14' (sm.) · Bale 30' · Ronaldo 31' · Rodríguez 37' · Benzema 79' | Rapport | González 38' · |

| Santiago Bernabéu. Madrid Tilskuere: 65.364 Dommer: Damir Skomina (Slovenien) |

| 1. oktober 2014 20:45 |

| Basel        | 1–0     | Liverpool |
| ------------ | ------- | --------- |
| Streller 52' | Rapport |           |

| St. Jakob-Park. Basel Tilskuere: 36.000 Dommer: Jonas Eriksson (Sverige) |

| 1. oktober 2014 20:45 |

| Ludogorets Razgrad | 1–2     | Real Madrid                        |
| ------------------ | ------- | ---------------------------------- |
| Marcelinho 6'      | Rapport | Ronaldo 24' (str.) · Benzema 77' · |

| Vasil Levski National Stadium. Sofia[A] Tilskuere: 41.484 Dommer: Craig Thomson (Skotland) |

| 22. oktober 2014 20:45 |

| Ludogorets Razgrad | 1–0     | Basel |
| ------------------ | ------- | ----- |
| Minev 90+2'        | Rapport |       |

| Vasil Levski National Stadium. Sofia[A] Tilskuere: 29.150 Dommer: Deniz Aytekin (Tyskland) |

| 22. oktober 2014 20:45 |

| Liverpool | 0–3     | Real Madrid                      |
| --------- | ------- | -------------------------------- |
|           | Rapport | Ronaldo 23' · Benzema 30', 41' · |

| Anfield. Liverpool Tilskuere: 43.521 Dommer: Nicola Rizzoli (Italien) |

| 4. november 2014 20:45 |

| Basel                                             | 4–0     | Ludogorets Razgrad |
| ------------------------------------------------- | ------- | ------------------ |
| Embolo 34' · González 41' · Gashi 59' · Suchý 65' | Rapport |                    |

| St. Jakob-Park. Basel Tilskuere: 35.272 Dommer: Stéphane Lannoy (Frankrig) |

| 4. november 2014 20:45 |

| Real Madrid | 1–0     | Liverpool |
| ----------- | ------- | --------- |
| Benzema 27' | Rapport |           |

| Santiago Bernabéu. Madrid Tilskuere: 79.283 Dommer: Viktor Kassai (Ungarn) |

| 26. november 2014 20:45 |

| Ludogorets Razgrad     | 2–2     | Liverpool                    |
| ---------------------- | ------- | ---------------------------- |
| Abalo 3' · Terziev 88' | Rapport | Lambert 8' · Henderson 37' · |

| Vasil Levski National Stadium. Sofia[A] Tilskuere: 37.143 Dommer: Antonio Mateu Lahoz (Spanien) |

| 26. november 2014 20:45 |

| Basel | 0–1     | Real Madrid   |
| ----- | ------- | ------------- |
|       | Rapport | Ronaldo 35' · |

| St. Jakob-Park. Basel Tilskuere: 36.000 Dommer: Milorad Mažić (Serbien) |

| 9. december 2014 20:45 |

| Liverpool   | 1–1     | Basel      |
| ----------- | ------- | ---------- |
| Gerrard 81' | Rapport | Frei 25' · |

| Anfield. Liverpool Tilskuere: 43.290 Dommer: Björn Kuipers (Holland) |

| 9. december 2014 20:45 |

| Real Madrid                                              | 4–0     | Ludogorets Razgrad |
| -------------------------------------------------------- | ------- | ------------------ |
| Ronaldo 20' (str.) · Bale 38' · Arbeloa 80' · Medrán 88' | Rapport |                    |

| Santiago Bernabéu. Madrid Tilskuere: 58.393 Dommer: Clément Turpin (Frankrig) |

Noter
1. ^ a b c Ludogorets Razgrad spillede sine hjemmekampe på Vasil Levski National Stadium, Sofia i stedet for på sin normale hjemmebane Ludogorets Arena, Razgrad.

### Gruppe C
| Hold                 | K | V | U | T | Mf | Mi | +/- | P  |
| -------------------- | - | - | - | - | -- | -- | --- | -- |
| AS Monaco            | 6 | 3 | 2 | 1 | 4  | 1  | +3  | 11 |
| Bayer Leverkusen     | 6 | 3 | 1 | 2 | 7  | 4  | +3  | 10 |
| Zenit St. Petersburg | 6 | 2 | 1 | 3 | 4  | 6  | −2  | 7  |
| SL Benfica           | 6 | 1 | 2 | 3 | 2  | 6  | −4  | 5  |

| 16. september 2014 20:45 |

| Monaco       | 1–0     | Bayer Leverkusen |
| ------------ | ------- | ---------------- |
| Moutinho 61' | Rapport |                  |

| Stade Louis II. Monaco Tilskuere: 8.130 Dommer: Pavel Královec (Tjekkiet) |

| 16. september 2014 20:45 |

| Benfica | 0–2     | Zenit Sankt Petersborg |
| ------- | ------- | ---------------------- |
|         | Rapport | Hulk 5' · Witsel 22' · |

| Estádio da Luz. Lissabon Tilskuere: 35.294 Dommer: Svein Oddvar Moen (Norge) |

| 1. oktober 2014 18:00 |

| Zenit Sankt Petersborg | 0–0     | Monaco |
| ---------------------- | ------- | ------ |
|                        | Rapport |        |

| Petrovsky Stadium. Sankt Petersborg Tilskuere: 13.817 Dommer: Mark Clattenburg (England) |

| 1. oktober 2014 20:45 |

| Bayer Leverkusen                                         | 3–1     | Benfica      |
| -------------------------------------------------------- | ------- | ------------ |
| Kießling 25' · Son Heung-min 34' · Çalhanoğlu 64' (str.) | Rapport | Salvio 62' · |

| BayArena. Leverkusen Tilskuere: 25.202 Dommer: Martin Atkinson (England) |

| 22. oktober 2014 20:45 |

| Bayer Leverkusen              | 2–0     | Zenit Sankt Petersborg |
| ----------------------------- | ------- | ---------------------- |
| Donati 58' · Papadopoulos 63' | Rapport |                        |

| BayArena. Leverkusen Tilskuere: 27.254 Dommer: Björn Kuipers (Holland) |

| 22. oktober 2014 20:45 |

| Monaco | 0–0     | Benfica |
| ------ | ------- | ------- |
|        | Rapport |         |

| Stade Louis II. Monaco Tilskuere: 12.776 Dommer: Szymon Marciniak (Polen) |

| 4. november 2014 18:00 |

| Zenit Sankt Petersborg | 1–2     | Bayer Leverkusen         |
| ---------------------- | ------- | ------------------------ |
| Rondón 89'             | Rapport | Son Heung-min 68', 73' · |

| Petrovsky Stadium. Sankt Petersborg Tilskuere: 17.010 Dommer: Alberto Undiano Mallenco (Spanien) |

| 4. november 2014 20:45 |

| Benfica     | 1–0     | Monaco |
| ----------- | ------- | ------ |
| Talisca 82' | Rapport |        |

| Estádio da Luz. Lissabon Tilskuere: 32.565 Dommer: David Fernández Borbalán (Spanien) |

| 26. november 2014 18:00 |

| Zenit Sankt Petersborg | 1–0     | Benfica |
| ---------------------- | ------- | ------- |
| Danny 79'              | Rapport |         |

| Petrovsky Stadium. Sankt Petersborg Tilskuere: 14.123 Dommer: Nicola Rizzoli (Italien) |

| 26. november 2014 20:45 |

| Bayer Leverkusen | 0–1     | Monaco        |
| ---------------- | ------- | ------------- |
|                  | Rapport | Ocampos 72' · |

| BayArena. Leverkusen Tilskuere: 26.230 Dommer: Paolo Tagliavento (Italien) |

| 9. december 2014 20:45 |

| Monaco                      | 2–0     | Zenit Sankt Petersborg |
| --------------------------- | ------- | ---------------------- |
| Abdennour 63' · Fabinho 89' | Rapport |                        |

| Stade Louis II. Monaco Tilskuere: 11.319 Dommer: Damir Skomina (Slovenien) |

| 9. december 2014 20:45 |

| Benfica | 0–0     | Bayer Leverkusen |
| ------- | ------- | ---------------- |
|         | Rapport |                  |

| Estádio da Luz. Lissabon Tilskuere: 17.564 Dommer: Aleksei Kulbakov (Hviderusland) |

### Gruppe D
| Hold        | K | V | U | T | Mf | Mi | +/- | P  |
| ----------- | - | - | - | - | -- | -- | --- | -- |
| Dortmund    | 6 | 4 | 1 | 1 | 14 | 4  | +10 | 13 |
| Arsenal     | 6 | 4 | 1 | 1 | 15 | 8  | +7  | 13 |
| Anderlecht  | 6 | 1 | 3 | 2 | 8  | 10 | −2  | 6  |
| Galatasaray | 6 | 0 | 1 | 5 | 4  | 19 | −15 | 1  |

| 16. september 2014 20:45 |

| Galatasaray  | 1–1     | Anderlecht  |
| ------------ | ------- | ----------- |
| Yılmaz 90+1' | Rapport | Praet 52' · |

| Türk Telekom Arena. Istanbul Tilskuere: 28.553 Dommer: István Vad (Ungarn) |

| 16. september 2014 20:45 |

| Borussia Dortmund             | 2–0     | Arsenal |
| ----------------------------- | ------- | ------- |
| Immobile 45' · Aubameyang 48' | Rapport |         |

| Signal Iduna Park. Dortmund Tilskuere: 65.851 Dommer: Olegário Benquerença (Portugal) |

| 1. oktober 2014 20:45 |

| Arsenal                             | 4–1     | Galatasaray         |
| ----------------------------------- | ------- | ------------------- |
| Welbeck 22', 30', 52' · Sánchez 41' | Rapport | Yılmaz 63' (str.) · |

| Emirates Stadium. London Tilskuere: 59.803 Dommer: Gianluca Rocchi (Italien) |

| 1. oktober 2014 20:45 |

| Anderlecht | 0–3     | Borussia Dortmund              |
| ---------- | ------- | ------------------------------ |
|            | Rapport | Immobile 3' · Ramos 69', 79' · |

| Constant Vanden Stock Stadium. Anderlecht Tilskuere: 18.649 Dommer: Paolo Tagliavento (Italien) |

| 22. oktober 2014 20:45 |

| Anderlecht | 1–2     | Arsenal                      |
| ---------- | ------- | ---------------------------- |
| Najar 71'  | Rapport | Gibbs 89' · Podolski 90+1' · |

| Constant Vanden Stock Stadium. Anderlecht Tilskuere: 19.881 Dommer: Carlos Velasco Carballo (Spanien) |

| 22. oktober 2014 20:45 |

| Galatasaray | 0–4     | Borussia Dortmund                           |
| ----------- | ------- | ------------------------------------------- |
|             | Rapport | Aubameyang 6', 18' · Reus 41' · Ramos 83' · |

| Türk Telekom Arena. Istanbul Tilskuere: 36.324 Dommer: Antonio Mateu Lahoz (Spanien) |

| 4. november 2014 20:45 |

| Arsenal                                                  | 3–3     | Anderlecht                                               |
| -------------------------------------------------------- | ------- | -------------------------------------------------------- |
| Arteta 25' (str.) · Sánchez 29' · Oxlade-Chamberlain 58' | Rapport | Vanden Borre 61', 73' (str.) · Aleksandar Mitrović 90' · |

| Emirates Stadium. London Tilskuere: 59.872 Dommer: Clément Turpin (Frankrig) |

| 4. november 2014 20:45 |

| Borussia Dortmund                                               | 4–1     | Galatasaray |
| --------------------------------------------------------------- | ------- | ----------- |
| Reus 39' · Papastathopoulos 56' · Immobile 74' · Kaya 85' (sm.) | Rapport | Balta 70' · |

| Signal Iduna Park. Dortmund Tilskuere: 65.851 Dommer: Pavel Královec (Tjekkiet) |

| 26. november 2014 20:45 |

| Anderlecht      | 2–0     | Galatasaray |
| --------------- | ------- | ----------- |
| Mbemba 44', 86' | Rapport |             |

| Constant Vanden Stock Stadium. Anderlecht Tilskuere: 19.857 Dommer: Ivan Bebek (Kroatien) |

| 26. november 2014 20:45 |

| Arsenal                 | 2–0     | Borussia Dortmund |
| ----------------------- | ------- | ----------------- |
| Sanogo 2' · Sánchez 57' | Rapport |                   |

| Emirates Stadium. London Tilskuere: 59.902 Dommer: Viktor Kassai (Ungarn) |

| 9. december 2014 20:45 |

| Galatasaray  | 1–4     | Arsenal                                |
| ------------ | ------- | -------------------------------------- |
| Sneijder 88' | Rapport | Podolski 3', 90+2' · Ramsey 11', 29' · |

| Türk Telekom Arena. Istanbul Tilskuere: 20.590 Dommer: David Fernández Borbalán (Spanien) |

| 9. december 2014 20:45 |

| Borussia Dortmund | 1–1     | Anderlecht                |
| ----------------- | ------- | ------------------------- |
| Immobile 58'      | Rapport | Aleksandar Mitrović 84' · |

| Signal Iduna Park. Dortmund Tilskuere: 65.851 Dommer: Alberto Undiano Mallenco (Spanien) |

### Gruppe E
| Hold            | K | V | U | T | Mf | Mi | +/- | P  |
| --------------- | - | - | - | - | -- | -- | --- | -- |
| Bayern München  | 6 | 5 | 0 | 1 | 16 | 4  | +12 | 15 |
| Manchester City | 6 | 2 | 2 | 2 | 9  | 8  | +1  | 8  |
| AS Roma         | 6 | 1 | 2 | 3 | 8  | 14 | −6  | 5  |
| CSKA Moskva     | 6 | 1 | 2 | 3 | 8  | 13 | −5  | 5  |

| 17. september 2014 20:45 |

| Roma                                                               | 5–1     | CSKA Moskva      |
| ------------------------------------------------------------------ | ------- | ---------------- |
| Iturbe 6' · Gervinho 10', 31' · Maicon 20' · Ignashevich 50' (sm.) | Rapport | Ahmed Musa 82' · |

| Stadio Olimpico, Rom Tilskuere: 40.888 Dommer: David Fernández Borbalán (Spanien) |

| 17. september 2014 20:45 |

| Bayern München | 1–0     | Manchester City |
| -------------- | ------- | --------------- |
| Boateng 90'    | Rapport |                 |

| Allianz Arena, München Tilskuere: 68.000 Dommer: Alberto Undiano Mallenco (Spanien) |

| 30. september 2014 18:00 |

| CSKA Moskva | 0–1     | Bayern München      |
| ----------- | ------- | ------------------- |
|             | Rapport | Müller 22' (str.) · |

| Arena Khimki, Khimki Tilskuere: 0[B] Dommer: William Collum (Skotland) |

| 30. september 2014 20:45 |

| Manchester City  | 1–1     | Roma        |
| ---------------- | ------- | ----------- |
| Agüero 4' (str.) | Rapport | Totti 23' · |

| Etihad Stadium, Manchester Tilskuere: 37.509 Dommer: Björn Kuipers (Holland) |

| 21. oktober 2014 18:00 |

| CSKA Moskva                     | 2–2     | Manchester City           |
| ------------------------------- | ------- | ------------------------- |
| Doumbia 65' · Natkho 86' (str.) | Rapport | Agüero 29' · Milner 38' · |

| Arena Khimki, Khimki Tilskuere: 0[C] Dommer: István Vad (Ungarn) |

| 21. oktober 2014 20:45 |

| Roma         | 1–7     | Bayern München                                                                                |
| ------------ | ------- | --------------------------------------------------------------------------------------------- |
| Gervinho 66' | Rapport | Robben 9', 30' · Götze 23' · Lewandowski 25' · Müller 36' (str.) · Ribéry 78' · Shaqiri 80' · |

| Stadio Olimpico, Rom Tilskuere: 70.544 Dommer: Jonas Eriksson (Sverige) |

| 5. november 2014 20:45 |

| Manchester City | 1–2     | CSKA Moskva       |
| --------------- | ------- | ----------------- |
| Y. Touré 8'     | Rapport | Doumbia 2', 34' · |

| Etihad Stadium, Manchester Tilskuere: 45.143 Dommer: Anastasios Sidiropoulos (Grækenland) |

| 5. november 2014 20:45 |

| Bayern München         | 2–0     | Roma |
| ---------------------- | ------- | ---- |
| Ribéry 38' · Götze 64' | Rapport |      |

| Allianz Arena, München Tilskuere: 68.000 Dommer: Cüneyt Çakır (Tyrkiet) |

| 25. november 2014 18:00 |

| CSKA Moskva         | 1–1     | Roma        |
| ------------------- | ------- | ----------- |
| V. Berezutski 90+3' | Rapport | Totti 43' · |

| Arena Khimki, Khimki Tilskuere: 0[C] Dommer: Felix Brych (Tyskland) |

| 25. november 2014 20:45 |

| Manchester City               | 3–2     | Bayern München                 |
| ----------------------------- | ------- | ------------------------------ |
| Agüero 22' (str.), 85', 90+1' | Rapport | Alonso 40' · Lewandowski 45' · |

| Etihad Stadium, Manchester Tilskuere: 44.510 Dommer: Pavel Královec (Tjekkiet) |

| 10. december 2014 20:45 |

| Roma | 0–2     | Manchester City            |
| ---- | ------- | -------------------------- |
|      | Rapport | Nasri 60' · Zabaleta 86' · |

| Stadio Olimpico, Rom Tilskuere: 54.119 Dommer: Milorad Mažić (Serbien) |

| 10. december 2014 20:45 |

| Bayern München                           | 3–0     | CSKA Moskva |
| ---------------------------------------- | ------- | ----------- |
| Müller 18' (str.) · Rode 84' · Götze 90' | Rapport |             |

| Allianz Arena, München Tilskuere: 68.000 Dommer: Olegário Benquerença (Portugal) |

Noter
1. ^ CSKA Moskva mod Bayern München blev spillet for lukkede døre som straf fra UEFA.[17]
2. ^ a b CSKA Moskva mod Manchester City og mod Roma blev spillet for lukkede døre som straf fra UEFA, efter optøjer ved Roma mod CSKA Moskva-kampen den 17. september 2014.[18]

### Gruppe F
| Hold         | K | V | U | T | Mf | Mi | +/- | P  |
| ------------ | - | - | - | - | -- | -- | --- | -- |
| FC Barcelona | 6 | 5 | 0 | 1 | 15 | 5  | +10 | 15 |
| Paris SG     | 6 | 4 | 1 | 1 | 10 | 7  | +3  | 13 |
| Ajax         | 6 | 1 | 2 | 3 | 8  | 10 | −2  | 5  |
| APOEL        | 6 | 0 | 1 | 5 | 1  | 12 | −11 | 1  |

| 17. september 2014 20:45 |

| Barcelona | 1–0     | APOEL |
| --------- | ------- | ----- |
| Piqué 28' | Rapport |       |

| Camp Nou. Barcelona Tilskuere: 62.832 Dommer: Deniz Aytekin (Tyskland) |

| 17. september 2014 20:45 |

| Ajax       | 1–1     | Paris Saint-Germain |
| ---------- | ------- | ------------------- |
| Schöne 74' | Rapport | Cavani 14' ·        |

| Amsterdam Arena. Amsterdam Tilskuere: 50.430 Dommer: Wolfgang Stark (Tyskland) |

| 30. september 2014 20:45 |

| Paris Saint-Germain                         | 3–2     | Barcelona                |
| ------------------------------------------- | ------- | ------------------------ |
| David Luiz 10' · Verratti 26' · Matuidi 54' | Rapport | Messi 12' · Neymar 56' · |

| Parc des Princes. Paris Tilskuere: 46.400 Dommer: Nicola Rizzoli (Italien) |

| 30. september 2014 20:45 |

| APOEL              | 1–1     | Ajax           |
| ------------------ | ------- | -------------- |
| Manduca 31' (str.) | Rapport | Andersen 28' · |

| GSP Stadium. Nicosia Tilskuere: 17.190 Dommer: Milorad Mažić (Serbien) |

| 21. oktober 2014 20:45 |

| APOEL | 0–1     | Paris Saint-Germain |
| ----- | ------- | ------------------- |
|       | Rapport | Cavani 87' ·        |

| GSP Stadium. Nicosia Tilskuere: 18.659 Dommer: Ovidiu Hațegan (Rumænien) |

| 21. oktober 2014 20:45 |

| Barcelona                            | 3–1     | Ajax           |
| ------------------------------------ | ------- | -------------- |
| Neymar 7' · Messi 24' · Sandro 90+4' | Rapport | El Ghazi 88' · |

| Camp Nou. Barcelona Tilskuere: 79.357 Dommer: William Collum (Skotland) |

| 5. november 2014 20:45 |

| Paris Saint-Germain | 1–0     | APOEL |
| ------------------- | ------- | ----- |
| Cavani 1'           | Rapport |       |

| Parc des Princes. Paris Tilskuere: 45.816 Dommer: Olegário Benquerença (Portugal) |

| 5. november 2014 20:45 |

| Ajax | 0–2     | Barcelona        |
| ---- | ------- | ---------------- |
|      | Rapport | Messi 36', 76' · |

| Amsterdam Arena. Amsterdam Tilskuere: 52.117 Dommer: Pedro Proença (Portugal) |

| 25. november 2014 20:45 |

| APOEL | 0–4     | Barcelona                          |
| ----- | ------- | ---------------------------------- |
|       | Rapport | Suárez 27' · Messi 38', 58', 87' · |

| GSP Stadium. Nicosia Tilskuere: 20.626 Dommer: Gianluca Rocchi (Italien) |

| 25. november 2014 20:45 |

| Paris Saint-Germain               | 3–1     | Ajax           |
| --------------------------------- | ------- | -------------- |
| Cavani 33', 83' · Ibrahimović 78' | Rapport | Klaassen 67' · |

| Parc des Princes. Paris Tilskuere: 46.130 Dommer: Matej Jug (Slovenien) |

| 10. december 2014 20:45 |

| Barcelona                           | 3–1     | Paris Saint-Germain |
| ----------------------------------- | ------- | ------------------- |
| Messi 19' · Neymar 42' · Suárez 77' | Rapport | Ibrahimović 15' ·   |

| Camp Nou. Barcelona Tilskuere: 82.570 Dommer: Martin Atkinson (England) |

| 10. december 2014 20:45 |

| Ajax                                                | 4–0     | APOEL |
| --------------------------------------------------- | ------- | ----- |
| Schöne 45+1' (str.), 50' · Klaassen 53' · Milik 74' | Rapport |       |

| Amsterdam Arena. Amsterdam Tilskuere: 51.796 Dommer: Carlos Velasco Carballo (Spanien) |

### Gruppe G
| Hold              | K | V | U | T | Mf | Mi | +/- | P  |
| ----------------- | - | - | - | - | -- | -- | --- | -- |
| Chelsea           | 6 | 4 | 2 | 0 | 17 | 3  | +14 | 14 |
| Schalke 04        | 6 | 2 | 2 | 2 | 9  | 14 | −5  | 8  |
| Sporting Lissabon | 6 | 2 | 1 | 3 | 12 | 12 | 0   | 7  |
| NK Maribor        | 6 | 0 | 3 | 3 | 4  | 13 | −9  | 3  |

| 17. september 2014 20:45 |

| Chelsea      | 1–1     | Schalke 04      |
| ------------ | ------- | --------------- |
| Fàbregas 11' | Rapport | Huntelaar 62' · |

| Stamford Bridge. London Tilskuere: 40.648 Dommer: Ivan Bebek (Kroatien) |

| 17. september 2014 20:45 |

| Maribor       | 1–1     | Sporting CP |
| ------------- | ------- | ----------- |
| Zahović 90+2' | Rapport | Nani 80' ·  |

| Ljudski vrt. Maribor Tilskuere: 12.211 Dommer: Clément Turpin (Frankrig) |

| 30. september 2014 20:45 |

| Sporting CP | 0–1     | Chelsea     |
| ----------- | ------- | ----------- |
|             | Rapport | Matić 34' · |

| Estádio José Alvalade. Lissabon Tilskuere: 40.734 Dommer: Antonio Mateu Lahoz (Spanien) |

| 30. september 2014 20:45 |

| Schalke 04    | 1–1     | Maribor     |
| ------------- | ------- | ----------- |
| Huntelaar 56' | Rapport | Bohar 37' · |

| Veltins-Arena. Gelsenkirchen Tilskuere: 47.997 Dommer: Carlos Velasco Carballo (Spanien) |

| 21. oktober 2014 20:45 |

| Schalke 04                                                           | 4–3     | Sporting CP                         |
| -------------------------------------------------------------------- | ------- | ----------------------------------- |
| Obasi 34' · Huntelaar 51' · Höwedes 60' · Choupo-Moting 90+3' (str.) | Rapport | Nani 16' · Adrien 64' (str.), 78' · |

| Veltins-Arena. Gelsenkirchen Tilskuere: 49.943 Dommer: Sergei Karasev (Rusland) |

| 21. oktober 2014 20:45 |

| Chelsea                                                                             | 6–0     | Maribor |
| ----------------------------------------------------------------------------------- | ------- | ------- |
| Rémy 13' · Drogba 23' (str.) · Terry 31' · Viler 54' (sm.) · Hazard 77' (str.), 90' | Rapport |         |

| Stamford Bridge. London Tilskuere: 41.126 Dommer: Danny Makkelie (Holland) |

| 5. november 2014 20:45 |

| Sporting CP                                         | 4–2     | Schalke 04                     |
| --------------------------------------------------- | ------- | ------------------------------ |
| Sarr 26' · Jefferson 52' · Nani 72' · Slimani 90+1' | Rapport | Slimani 17' (sm.) · Aogo 88' · |

| Estádio José Alvalade. Lissabon Tilskuere: 35.473 Dommer: Paolo Tagliavento (Italien) |

| 5. november 2014 20:45 |

| Maribor     | 1–1     | Chelsea     |
| ----------- | ------- | ----------- |
| Ibraimi 50' | Rapport | Matić 73' · |

| Ljudski vrt. Maribor Tilskuere: 12.646 Dommer: Daniele Orsato (Italien) |

| 25. november 2014 20:45 |

| Schalke 04 | 0–5     | Chelsea                                                                   |
| ---------- | ------- | ------------------------------------------------------------------------- |
|            | Rapport | Terry 2' · Willian 29' · Kirchhoff 44' (sm.) · Drogba 76' · Ramires 78' · |

| Veltins-Arena. Gelsenkirchen Tilskuere: 54.442 Dommer: Jonas Eriksson (Sverige) |

| 25. november 2014 20:45 |

| Sporting CP                       | 3–1     | Maribor               |
| --------------------------------- | ------- | --------------------- |
| Mané 10' · Nani 35' · Slimani 65' | Rapport | Jefferson 42' (sm.) · |

| Estádio José Alvalade. Lissabon Tilskuere: 32.739 Dommer: Craig Thomson (Skotland) |

| 10. december 2014 20:45 |

| Chelsea                                       | 3–1     | Sporting CP |
| --------------------------------------------- | ------- | ----------- |
| Fàbregas 8' (str.) · Schürrle 16' · Mikel 56' | Rapport | Silva 50' · |

| Stamford Bridge. London Tilskuere: 41.089 Dommer: Svein Oddvar Moen (Norge) |

| 10. december 2014 20:45 |

| Maribor | 0–1     | Schalke 04      |
| ------- | ------- | --------------- |
|         | Rapport | Max Meyer 62' · |

| Ljudski vrt. Maribor Tilskuere: 12.516 Dommer: Szymon Marciniak (Polen) |

### Gruppe H
| Hold             | K | V | U | T | Mf | Mi | +/- | P  |
| ---------------- | - | - | - | - | -- | -- | --- | -- |
| FC Porto         | 6 | 4 | 2 | 0 | 16 | 4  | +12 | 14 |
| Shakhtar Donetsk | 6 | 2 | 3 | 1 | 15 | 4  | +11 | 9  |
| Athletic Bilbao  | 6 | 2 | 1 | 3 | 5  | 6  | −1  | 7  |
| BATE             | 6 | 1 | 0 | 5 | 2  | 24 | −22 | 3  |

| 17. september 2014 20:45 |

| Porto                                                            | 6–0     | BATE Borisov |
| ---------------------------------------------------------------- | ------- | ------------ |
| Brahimi 5', 32', 57' · Martínez 37' · Adrián 61' · Aboubakar 76' | Rapport |              |

| Estádio do Dragão. Porto Tilskuere: 35.108 Dommer: Bas Nijhuis (Holland) |

| 17. september 2014 20:45 |

| Athletic Bilbao | 0–0     | Shakhtar Donetsk |
| --------------- | ------- | ---------------- |
|                 | Rapport |                  |

| San Mamés. Bilbao Tilskuere: 48.351 Dommer: Anastasios Sidiropoulos (Grækenland) |

| 30. september 2014 20:45 |

| Shakhtar Donetsk                     | 2–2     | Porto                        |
| ------------------------------------ | ------- | ---------------------------- |
| Alex Teixeira 52' · Luiz Adriano 85' | Rapport | Martínez 89' (str.), 90+4' · |

| Arena Lviv. Lviv[D] Tilskuere: 33.217 Dommer: Cüneyt Çakır (Tyrkiet) |

| 30. september 2014 20:45 |

| BATE Borisov                 | 2–1     | Athletic Bilbao |
| ---------------------------- | ------- | --------------- |
| Palyakow 19' · Karnitsky 41' | Rapport | Aduriz 45' ·    |

| Borisov Arena. Barysaw Tilskuere: 11.886 Dommer: Stéphane Lannoy (Frankrig) |

| 21. oktober 2014 20:45 |

| BATE Borisov | 0–7     | Shakhtar Donetsk                                                                             |
| ------------ | ------- | -------------------------------------------------------------------------------------------- |
|              | Rapport | Alex Teixeira 11' · Luiz Adriano 28' (str.), 36', 40', 44', 82' (str.) · Douglas Costa 35' · |

| Borisov Arena. Barysaw Tilskuere: 12.113 Dommer: Ivan Bebek (Kroatien) |

| 21. oktober 2014 20:45 |

| Porto                      | 2–1     | Athletic Bilbao |
| -------------------------- | ------- | --------------- |
| Herrera 45' · Quaresma 75' | Rapport | Guillermo 58' · |

| Estádio do Dragão. Porto Tilskuere: 38.116 Dommer: Damir Skomina (Slovenien) |

| 5. november 2014 20:45 |

| Shakhtar Donetsk                                                   | 5–0     | BATE Borisov |
| ------------------------------------------------------------------ | ------- | ------------ |
| Srna 19' · Alex Teixeira 48' · Luiz Adriano 58' (str.), 83', 90+3' | Rapport |              |

| Arena Lviv. Lviv[D] Tilskuere: 29.173 Dommer: Wolfgang Stark (Tyskland) |

| 5. november 2014 20:45 |

| Athletic Bilbao | 0–2     | Porto                        |
| --------------- | ------- | ---------------------------- |
|                 | Rapport | Martínez 56' · Brahimi 73' · |

| San Mamés. Bilbao Tilskuere: 47.243 Dommer: Felix Brych (Tyskland) |

| 25. november 2014 18:00 |

| BATE Borisov | 0–3     | Porto                                    |
| ------------ | ------- | ---------------------------------------- |
|              | Rapport | Herrera 56' · Martínez 65' · Tello 89' · |

| Borisov Arena. Barysaw Tilskuere: 10.147 Dommer: Ovidiu Hațegan (Rumænien) |

| 25. november 2014 20:45 |

| Shakhtar Donetsk | 0–1     | Athletic Bilbao |
| ---------------- | ------- | --------------- |
|                  | Rapport | San José 68' ·  |

| Arena Lviv. Lviv[D] Tilskuere: 33.489 Dommer: Mark Clattenburg (England) |

| 10. december 2014 20:45 |

| Porto         | 1–1     | Shakhtar Donetsk |
| ------------- | ------- | ---------------- |
| Aboubakar 87' | Rapport | Stepanenko 50' · |

| Estádio do Dragão. Porto Tilskuere: 28.010 Dommer: Ruddy Buquet (Frankrig) |

| 10. december 2014 20:45 |

| Athletic Bilbao            | 2–0     | BATE Borisov |
| -------------------------- | ------- | ------------ |
| San José 47' · Susaeta 88' | Rapport |              |

| San Mamés. Bilbao Tilskuere: 42.852 Dommer: Daniele Orsato (Italien) |

Noter
1. ^ a b c Shakhtar Donetsk spillede deres hjemmekampe på Arena Lviv, Lviv i stedet for deres normale hjemmebane, Donbass Arena, Donetsk, på grund af krigen i den østelige Ukraine.